# Balta toowoomba
Balta toowoomba är en kackerlacksart som beskrevs av Morgan Hebard 1943. Balta toowoomba ingår i släktet Balta och familjen småkackerlackor. Inga underarter finns listade.